# Deine Lakaien
Дајне лакајен је немачки дарквејв састав који чине Александар Вељанов (вокал) и школовани пијаниста, композитор и бубњар Ернст Хорн. Њихова музика се мења између класичне, етно, техно, рок, индустријал, готик и амбијенталне, са доста позоришних елемената (Вељанов је радио као глумац). Занимљиво је да иако је у питању немачка група (Вељанов је македонац који живи у Немачкој), скоро сви текстови и песме су рађене на енглеском језику.

## Прича о Лакејима
Састав настаје 1985. године, када се у једном музичком часопису појављује оглас занимљиво садржине: „Потребан вокал који воли да експериментише“. Човек који се јавио на оглас, за који је био одговоран Хорн, био је Александар Вељанов и тако је настао Дајне лакајен (Ваши лакеји), назван по цитату из песме немачког састава Ајнштирценде Нојбаутен. Пре Лакеја Хорн је студирао класичну музику у Фрајбургу и Хамбургу и радио у Минхену као диригент и пијаниста, док је Вељанов похађао часове глуме (филмске и позоришне).
Први албум је изашао 1986. године и био је дељен са њихове стране, а они су битисали унутар назависне сцене. Њихов наредни албум Мрачна звезда (енгл. Dark Star) постиже значајан успех и они се 1991. године се удружују са музичарима ради живих наступа да би концертима отпратили његов успех. Са тог албума су песме Реинкарнација (енгл. Reincarnation), Воли ме до краја (енгл. Love me `till the End) и насловна (Мрачна звезда) (енгл. Dark Star), постигле велики успех у алтернативним круговима. Трећи албум Шума уђи изађи (енгл. Forest Enter Exit) 1993. године улази на немачку топ-листу и они постају познати широкој публици, након чега сва њихова наредна издања улазе на исту. Последњи албум Априлска небеса (енгл. April Skies) урадили су у сарадњи са музичарима који су их пратили током Беле лажи (енгл. White Lies) турнеје:
- Б. Детунг - чело,
- Ив Леон - виолиона, вокали,
- Шарифа - виолина, вокали,
- Роберт Вилокс - гитара, клавијатуре

Током дуге каријере дуета, његови чланови бавили су се и другим пословима у оквиру музичке индустрије. Тако је Вељанов је објавио два соло албума, док је Хорн је основао два састава који свирају средњовековну музику (Кјунтал (лат. Qntal) и Хелијум Вола (лат. Helium Vola)), а такође компонује музику за радио и позориште. Поред самосталних пројеката Вељанов је гостовао као вокал многим саставима сличне оријентације, од којих су најзначајнији гостовања Естампију (лат. Estampie) на Крсташима и Шилеру на Лебену.

## Дискографија
1. Дајне Лакајен 1986.
2. Мрачна Звезда 1991.
3. Шума Уђи Изађи 1993.
4. Акустик 1995.
5. Зима Риба Тестостерон 1996.
6. Казмодија 1999.
7. Беле Лажи 2002.
8. Априлска Небеса 2005.